# Tryblidaria melaxantha
Tryblidaria melaxantha är en svampart som först beskrevs av Elias Fries, och fick sitt nu gällande namn av Sacc. ex Ramsb. 1913. Tryblidaria melaxantha ingår i släktet Tryblidaria och familjen Patellariaceae.   Inga underarter finns listade i Catalogue of Life.